# Parry (Mondkrater)

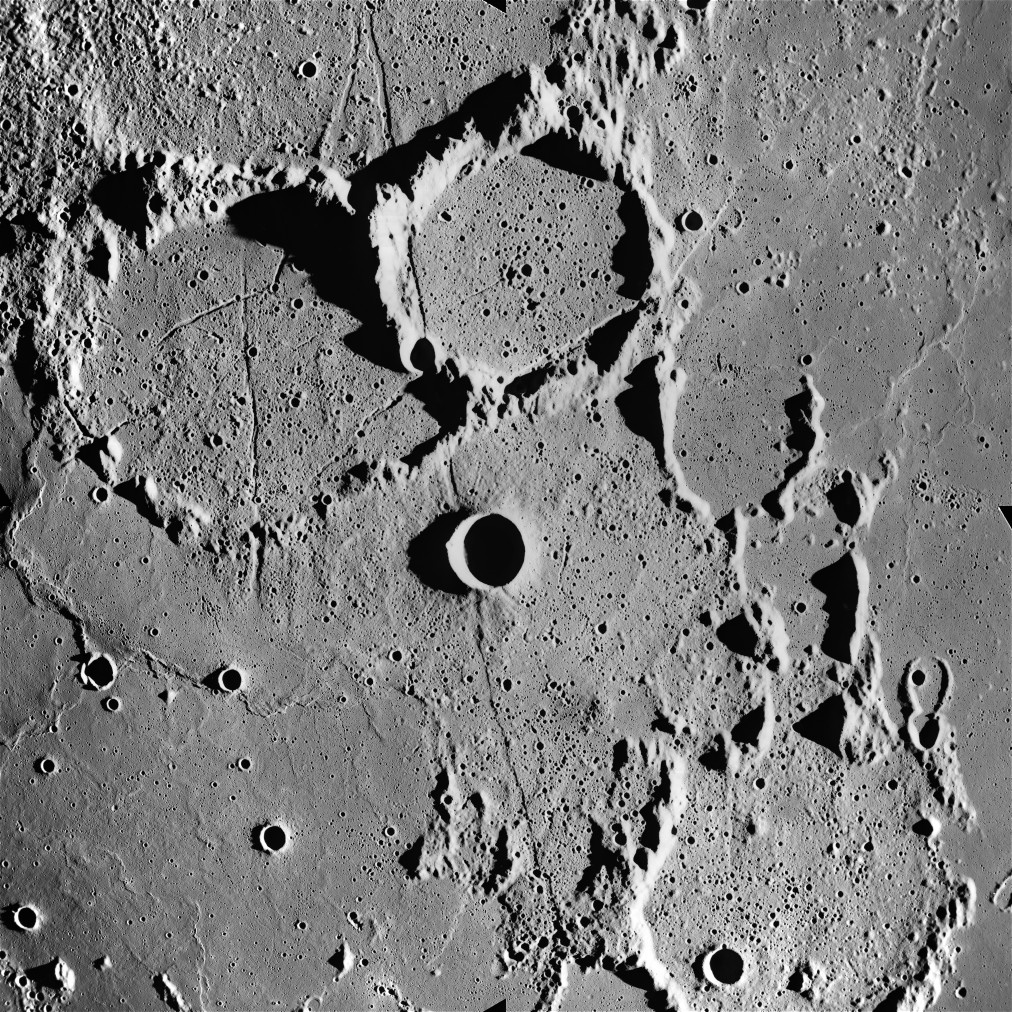
Parry (oben Mitte; Aufnahme von Apollo 16)

Parry ist ein Einschlagkrater auf der Mondvorderseite im Mare Cognitum, südöstlich der Wallebene des Fra Mauro. Sein westlicher Rand überdeckt teilweise den Wall des Kraters Bonpland.
Der Krater ist stark erodiert, das Innere weitgehend eben.
Im Norden, Osten und Süden verlaufen (teilweise durch das Innere von Fra Mauro und Bonpland) die Mondrillen der Rimae Parry.
| Buchstabe | Position              | Durchmesser | Link |
| --------- | --------------------- | ----------- | ---- |
|           | Umbenannt in Tolansky |             |      |
| B         | 8,94° S, 13,1° W      | 1 km        |      |
| C         | 6,87° S, 12,79° W     | 3 km        |      |
| D         | 7,95° S, 15,78° W     | 2 km        |      |
| E         | 8,42° S, 16,4° W      | 6 km        |      |
| F         | 7,68° S, 14,81° W     | 4 km        |      |
| L         | 6,34° S, 14,73° W     | 7 km        |      |
| M         | 8,91° S, 14,58° W     | 25 km       |      |

Der Krater wurde 1935 von der IAU nach dem britischen Forschungsreisenden William Edward Parry offiziell benannt.